# Buslijn 6 (Groningen-Delfzijl)
De Groningse buslijn 6 is een buslijn van Qbuzz in de concessie Groningen-Drenthe. De bus rijdt volgens de formule van Q-link, een netwerk van zeven HOV-lijnen die de binnenstad van Groningen verbinden met de omliggende dorpen. Lijn 6 heeft hierbij de route van Haren naar Appingedam en Delfzijl. Tussen P+R Haren/A28 en het Hoofdstation is de lijn gebundeld met lijn 5 Groningen-Annen. 
De huidige lijn doet op de route het Hoofdstation, het UMCG, Ruischerbrug, Garmerwolde, Ten Boer, Ten Post, Winneweer, Garrelsweer, Wirdum, Eekwerd, Tjamsweer en Appingedam aan. 
De gehele route wordt gereden met de gelede versie van de Mercedes-Benz Citaro (de Mercedes-Benz Citaro G) en de verlengde gelede versie, de Mercedes-Benz CapaCity. 

## Geschiedenis
De huidige lijn 6 is ontstaan in december 2016 toen lijn 140 werd omgevormd naar een lijn van de Q-link-formule. De spitsritten van lijn 5 tussen het Hoofdstation en P+R Haren/A28 werden tevens overgenomen door deze nieuwe lijn. Ook werd het aantal ritten uitgebreid, voornamelijk tussen Groningen en Appingedam.  
In september 2017 zijn er kleine wijzigingen gedaan aan deze lijn. De halte Petrus Campersingel is hierbij vervallen en de halte UMCG Hoofdingang is toegevoegd. Vanaf december 2017 stopt de lijn echter weer op Petrus Campersingel.
Op 15 december 2019 werd de route door Delfzijl aangepast. Voortaan werd via Tuikwerd gereden en in Delfzijl Noord werd de route versneld.

## Huidige situatie
- De buslijn verzorgt een belangrijke verbinding voor de plaatsen richting Appingedam langs de N360. Bij Ruischerbrug is een overstapplaats op lijn 3 naar Lewenborg en P+R Kardinge. Deze verbinding was tot mei 2016 mogelijk zonder overstap met lijn 40, toen de lijn opging in lijn 140, de voorganger van lijn 6.
- Van maandag t/m vrijdag in de spitsuren wordt 4x per tussen P+R Haren/Groningen en Appingedam gereden en 2x per uur verder naar Delfzijl.
- In de daluren wordt tussen circa 09:30 en 13:30 slechts 2x/uur gereden tussen Groningen en Delfzijl.
- Van maandag- t/m zaterdagavond wordt tot 23:00 uur 2x/uur gereden. Daarna wordt de frequentie verlaagd tot 1x/uur.
- Op zaterdagochtend voor 09:30 en op zaterdagavond na 21:00 wordt slechts 1x per uur gereden.
- Op zondagmiddag wordt tussen Groningen en Appingedam 2x per uur gereden.